# ...In Translation
"...In Translation" (titulado "Perdidos en la traducción" en España y "Perdidos... en Corea" en Latinoamérica) es el décimo séptimo capítulo de la primera temporada de la serie Lost. Cuando Jin es culpado de quemar la balsa, Sun debe revelar su secreto a los demás sobrevivientes. La relación entre Sayid y Shannon comienza a florecer. FLASHBACK de Jin-Soo Kwon.

## Trama
En recuerdos, Jin visita al padre de Sun para pedir la mano de su hija en matrimonio. El Sr. Paik entrevista a Jin, preguntándole sobre sus sueños y su familia. Jin declara que le gustaría poseer su propio restaurante y hotel, y que su padre ha fallecido, así como dice a Sr. Paik haría por Sun. Sr. Paik le pregunta si él trabajara para su compañía de coches, a la cual Jin inmediatamente responde afirmativamente. Sr. Paik pregunta por qué él debería permitir que su hija se case con alguien que tiraría sus sueños tan fácilmente. Jin le dice que Sun es su sueño.
Corte a isla. Sun lleva puesto un bikini, pero Jin se precipita a cubrirla mientras discuten. Jin la toma del brazo y la arrastra. Ella se cae a la arena. Michael Dawson se precipita a su ayuda y amenaza a Jin. Sun le da una cachetada a Michael en la cara. Él está de pie allí impresionado cuando Jin y el Sun se alejan. Cuando Sun se viste, Jin pregunta si ella está implicada con Michael y ella dice que no. El retroceso entonces corta a Jin y Sun que comparte un momento romántico mientras ella se viste. Cuando Sun le pregunta acerca de si tomarán una luna de miel, Jin dice a Sun que ellos serán capaces de ir después de que él haga alguna formación en administración.
Sun más tarde pide perdón a Michael por golpearlo mientras él trabaja en la balsa. Ella dijo que ella lo hizo para proteger a Michael, porque él no sabe lo que Jin es capaz de hacer.
Jin es promovido en su trabajo y el Sr. Paik le asigna ir a la casa del Sr. Byung Han y entregar un mensaje. Él va a la casa de Sr. Han y le dice que el Sr. Paik es infeliz con él. Como un modo de hacer a Sr. Paik, el Sr. Han feliz da a Jin un cachorro, el mismo perro visto antes en los recuerdos de Sun.
El recuerdo corta a Sun, que prepara una comida a la luz de las velas para su marido. Siendo interrumpido por la llamada telefónica de Sr. Paik, Jin va a verle. La fábrica de Sr. Paik ha estado cerrada, él dice, entonces Jin no ha entregado el mensaje correctamente. Él envía a Jin, junto con un compañero mercenario alarmante, atrás a la casa de Sr. Han. Antes de que el otro hombre pudiese matar al Sr. Han, Jin, como un loco,le da una paliza, diciéndole al final que las fábricas deben abrirse mañana y que él solo salvó su vida. Entonces Jin mira la familia asustada y se marcha. Otra vez, vemos a Jin lavar la sangre de sus manos en el cuarto de baño y Sun que le abofetea, pero este es seguido de una parte de esta escena que no hemos visto antes: Jin llorando por lo que él ha sido obligado a hacer.
Él va a visitar a su padre, que está todavía vivo y trabajando como un pescador y le ayuda con su trabajo, pidiendo perdón por estar avergonzado de su familia. Ellos hablan de Sun y las dificultades matrimoniales de Jin. Al final, el padre de Jin le dice que se vaya a América con Sun para comenzar una nueva vida. 
Shannon y Sayid coquetean, mientras Michael trabaja en la balsa. Jack viene y pregunta sobre los puntos en la balsa y Sawyer dice lo que él consiguió. Por la noche, la balsa arde y todos ellos culpan a Jin. Sun entonces encuentra a Jin cubierto de quemaduras y él no le habla. Más tarde, Sayid pide a Boone el permiso hasta ahora Shannon y Boone le dice que ella podría usarle. Sayid dice a Shannon que esto no podría ser una idea buena para ellos hasta ahora.
La próxima mañana, Sawyer trae a Jin a la playa y lucha de Jin y Michael. Entonces Sun le dice que pare y que Jin no quemó la balsa. Cada uno está sorprendido que ella hable inglés (español). Ella continúa asegurando que Jin no es un mentiroso. Locke entonces dice que sería improbable que uno de los sobrevivientes quemó la balsa.
Michael concede que la balsa está inutilizable y decide hacer una nueva. Sun va a ver a Jin y dice que ella iba a abandonarle y que él cambió de opinión sobre la salida. Jin le dice que es demasiado tarde para comenzar. Por la noche, Shannon decide quedarse con Sayid aunque a Boone no le guste que Sayid esté cerca de ella. También, Locke pregunta por qué Walt quemó la balsa y él dice que él no quiere moverse más, que le gusta la isla.
Al día siguiente en la playa,  Hurley escucha la canción Delicate de Damien Rice en su reproductor de CD y este finalmente se apaga. Mientras tanto, Sun entra en el océano en un bañador como una mujer libre, pero sola, la mujer y Jin ayudan a Michael a construir la nueva balsa.